# Sozialmarkt (Einzelhandel)

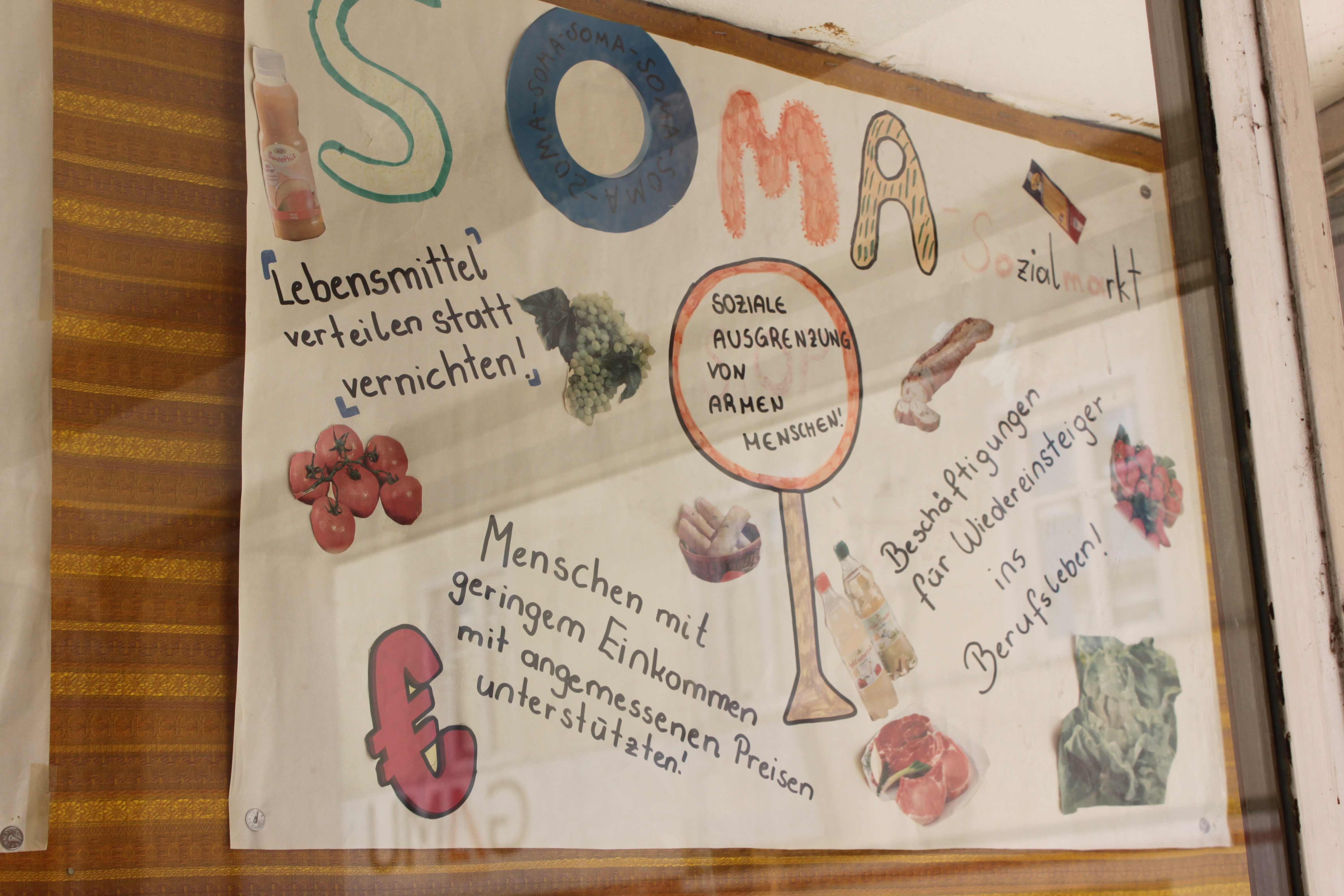
Information im Schaufenster, SOMA in St. Pölten

Als Sozialmarkt werden Discounter für Personen mit nachgewiesen geringem Einkommen bezeichnet, in denen stark vergünstigt Waren angeboten werden, die am regulären Markt nicht abgesetzt werden konnten. Im Unterschied zu den in Deutschland verbreiteten Sozialkaufhäusern setzt der Einkauf in Sozialmärkten eine Mitgliedschaft voraus.
1999 wurde der erste Sozialmarkt Österreichs in Linz eröffnet. Die Käufer müssen bei der Registrierung nachweisen, dass sie ein geringes Einkommen haben, und bekommen vom Sozialmarkt einen Mitgliedsausweis als Einkaufsberechtigung. In dieser Mitgliedschaft sehen Kritiker des Konzepts eine soziale Stigmatisierung. Die Einkommensgrenze orientiert sich an der Armutsgefährdungsschwelle, die 60 % des Median-Einkommens ausmacht. Alleinerziehende mit Kindern und Ältere mit kleinen Pensionen machen einen Großteil der etwa 100.000 registrierte Kundinnen und Kunden aus.
Angeboten werden nur Waren, die den Sozialmärkten vom regulären Lebensmittelhandel nach oder kurz vor dem Mindesthaltbarkeitsdatum oder wegen kleiner Fehler (z. B. in der Beschriftung) gratis überlassen werden. Der Preis der Waren liegt zumeist unter 50 % des üblichen Ladenpreises. Oft gibt es auch ein Limit für die Gesamteinkaufssumme, zum Beispiel 10 Euro die Woche. Auch die Geschäftszeiten können eingeschränkt sein.
Mit etwa 100 Sozialmärkten in Österreich (Stand 2020) bieten Sozialmärkte eine gute Abdeckung in dichter besiedelten Gebieten.

## Sozialmärkte in Wien
- Sozialmärkte des Arbeiter-Samariter-Bund Österreichs[5]
- SozialShop[6]
- Le+O der Caritas[7]
- SMW Sozialmarkt Wien[8]
- SOMA Sozialmärkte des Wiener Hilfswerks[9]
- Foodpoint Sozialmärkte[10]